# Plasmakosmologie
De plasmakosmologie is een niet-standaard kosmologie waarin de eigenschappen van plasma belangrijker worden geacht dan algemeen gebruikelijk.

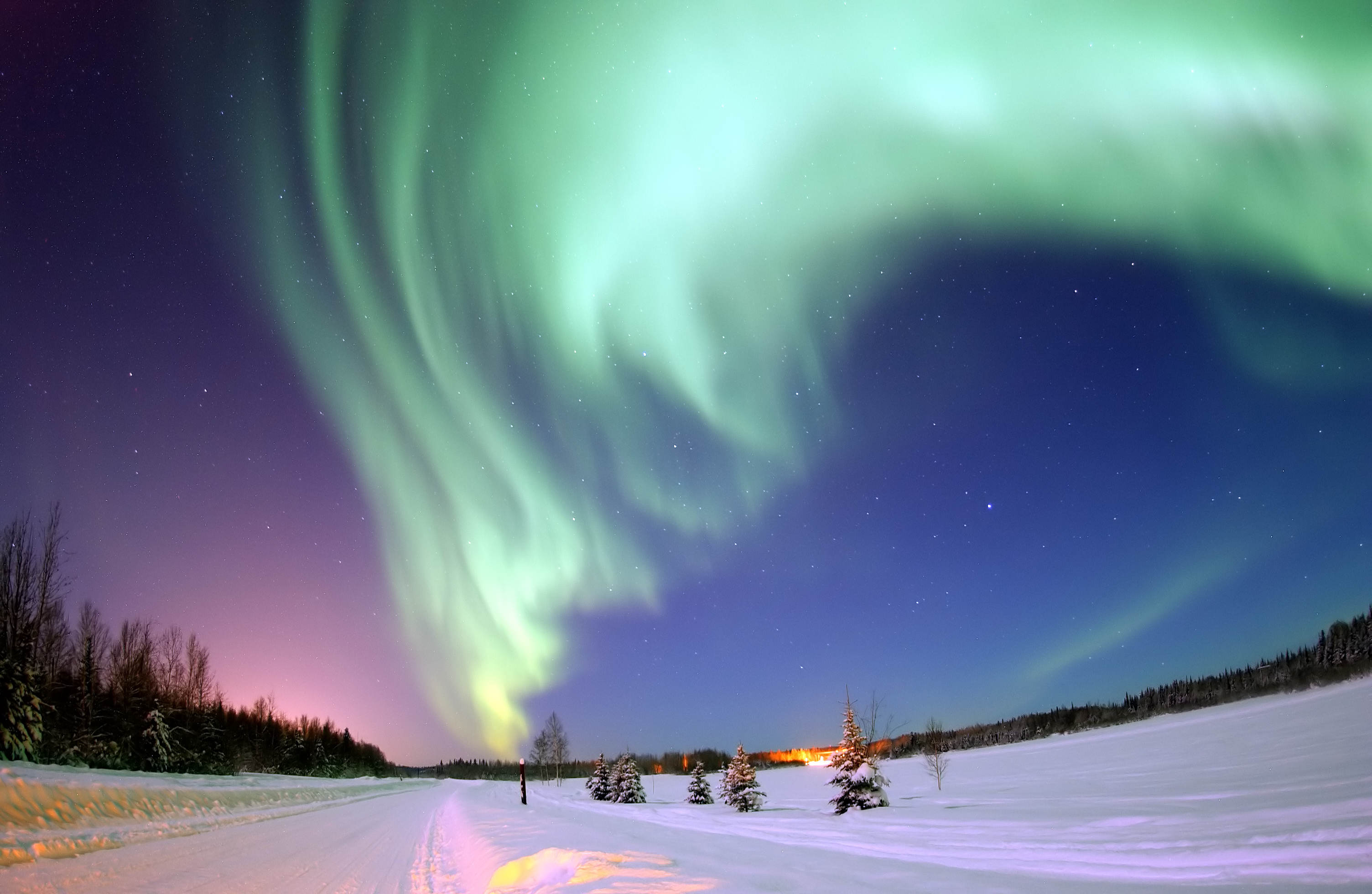
Het noorderlicht

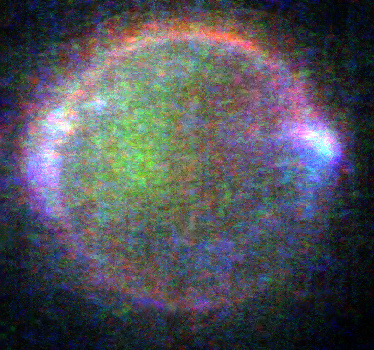
De maan Io van Jupiter heeft een soort "noorderlicht" als resultaat van -hoog energetische deeltjes -elektrische stromen, die, gevangen in het magnetische veld van Jupiter, de gassen rond Io ioniseren.

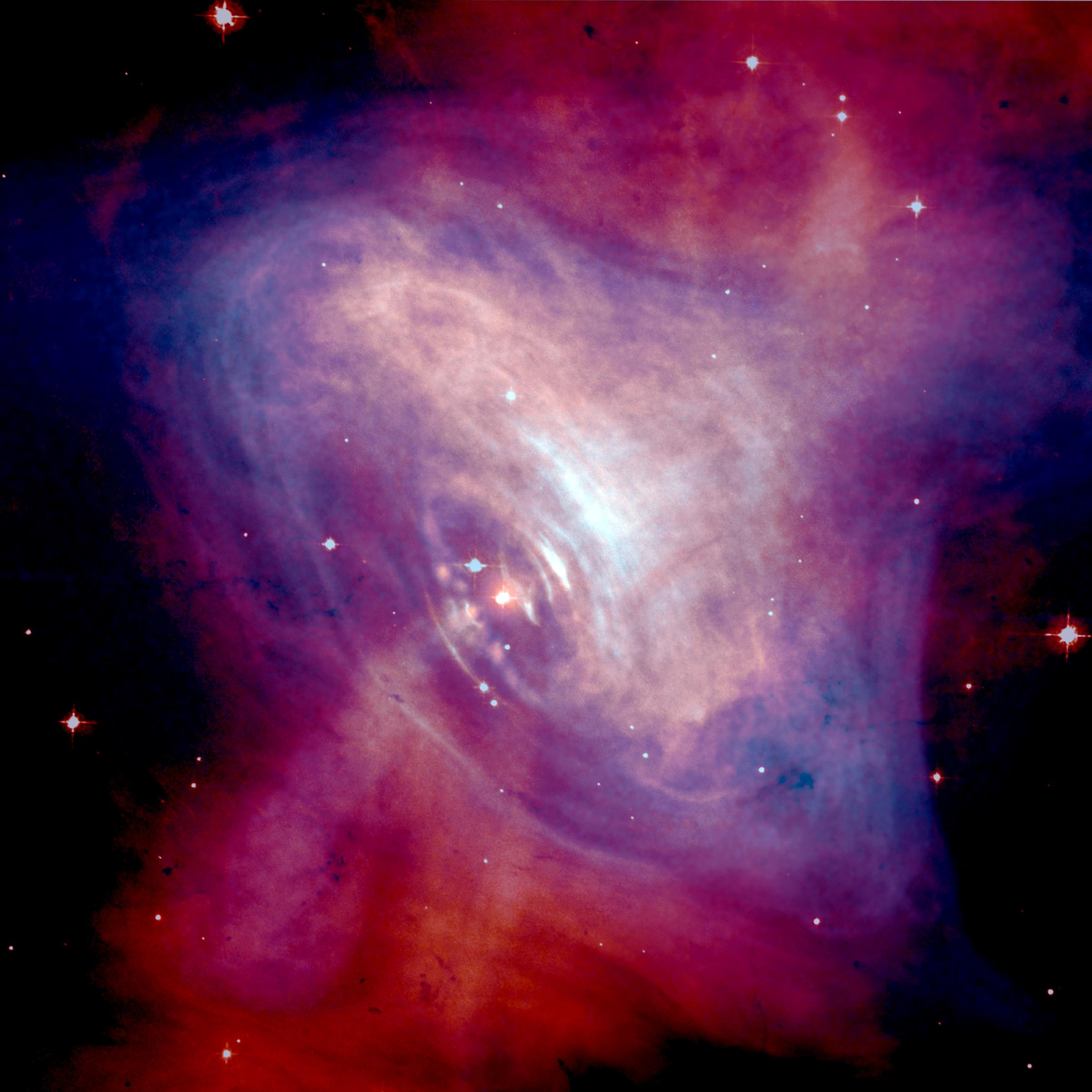
De Krabnevel: elektrische stromen die gegenereerd worden door kosmisch plasma dat door een magnetisch veld trekt

## Geschiedenis
De eerste hypotheses werden ontwikkeld door Kristian Birkeland (1867-1917) bij zijn onderzoek naar het noorderlicht. Hij voorspelde een aanwezigheid van plasma in de ruimte waardoor elektrisch geladen deeltjes (elektronen en protonen) een elektrische verbinding kunnen maken van de zon met de magnetische polen van de aarde. Deze deeltjes ioniseerde de gassen van de aardse atmosfeer en genereren zo het noorderlicht. Zie de Van Allen-gordels.
In 1959 werd dit plasma gemeten door de Loena 2. De westerse wetenschappers verwierpen deze metingen als meetfouten. Tot dan toe was de opvatting dat de ruimte een elektrisch isolerend vacuüm was. In 1962 werd door de Mariner 2 opnieuw de aanwezigheid van elektrisch geladen gas gemeten. Dat werd de zonnewind genoemd.
In 1937 liet de Nobelprijswinnaar en plasmawetenschapper Hannes Alfvén de plasmakosmologie het licht zien. In 1973 werd de grote invloed van plasma in de ruimte door satellietwaarnemingen bevestigd. Een volledige doorbraak in verband met al de consequenties van plasma in de ruimte is er tot op heden (nog) niet.
Op 24 september 2012 maakte de NASA bekend dat het melkwegstelsel wordt omringd door een halo van "heet gas" met een grootte van honderdduizenden lichtjaren.
Deze halo is waargenomen met de Chandra X-Ray Observatory, een satelliet die astronomische waarnemingen doet in het röntgengebied in het heelal. Toen de Voyager 1 ruimtesonde de heliosfeer verliet, werd het geluid van dit plasma in de interstellaire ruimte opgenomen.
NASA's Jet Propulsion Laboratory publiceerde op 6 maart 2014 een nieuwe theorie gebaseerd op 3D modellen van planeetvormende schijven en metingen van NASA's Spitzer Space Telescope.
Hierdoor wordt de verklaring hoe planeten, asteroïden en kometen kunnen ontstaan verbeterd door de effecten van gigantische magnetische stormen in plasma. Deze ontdekkingen zijn een steun in de rug voor de plasmakosmologie.

## Principe
In de plasmakosmologie wordt ervan uitgegaan dat tussen de hemellichamen plasma's bestaan.
Plasma is een geïoniseerde -geleidende- hoeveelheid materie waardoor er in de ruimte elektrische stromen kunnen lopen. In de ruimte zijn dit zeer ijle gassen. Maar door de enorme grootte van het plasma kunnen die elektrische stromen zeer groot zijn.
Elektrische stromen genereren magnetische velden welke weer invloed kunnen hebben op de plaats in de ruimte van de stromen zelf. Parallelle bundels trekken elkaar aan en gaan om elkaar heen spiraliseren. Dit worden Birkelandstromen genoemd. Elektromagnetische krachten zijn veel groter dan de krachten van de zwaartekracht. De zwaartekracht reikt verder, maar vanwege de geleidende plasma's die het heelal vullen kunnen die elektrische stromen met hun elektromagnetische werking overal komen. Door deze elektrische krachten kunnen verklaringen worden gegeven die de hypothese van het bestaan van zwarte materie en zwarte energie niet nodig hebben.
De plasma's zelf (de wolken ionen zelf) kunnen ook bewegen. Als deze plasma's door een magnetisch veld bewegen dan ontstaan in het plasma weer nieuwe elektrische stromen.
Als er elektrische stromen door een plasma lopen kunnen deze als ze boven een bepaalde waarde komen lichtverschijnselen geven zoals bij tl-lampen en bij nog hogere waarden vergelijkbare effecten vertonen als bij elektrische vlambogen zoals die gebruikt worden bij het elektrisch lassen.

## Nieuwe materie
De roodverschuiving van het licht van kosmische objecten wordt in het algemeen, uitsluitend aan de snelheid van het gemeten object toegeschreven. In de plasmakosmologie stelt men dat behalve de snelheid, ook de aard van de materie van die objecten oorzaak kan zijn van de roodverschuiving. Het zou dan geen echte verschuiving zijn, maar een ander soort materie waar de kosmologische constanten anders zijn. De plaatsen van de absorptielijnen in het spectrum staan bij die materie op een andere plaats. Het zou dan gaan om nieuwe gevormde materie uit energie. Hierbij wijst men op verbonden objecten met verschillende roodverschuivingen zoals het spiraalstelsel NGC 4319 en het object Markarian 205. Over het algemeen stelt men dat dit soort verbindingen schijn is omdat ze toevallig achter elkaar staan. Maar in de plasmakosmologie gaat men ervan uit dat het ene stelsel de oorsprong is van de materie van het andere stelsel. Er zou dan sprake zijn van materie van verschillende ouderdom.
De omstreden astronoom dr. Halton Arp stelt dat, afgezien van de lineaire roodverschuiving veroorzaakt door het dopplereffect van de snelheid, de inherente roodverschuiving niet lineair is maar zich in stappen voordoet.
Dat zou betekenen dat bij een bepaalde ouderdom van de materie er sprongsgewijs een verandering van de roodverschuiving plaatsvindt. Deze vaststelling sluit tevens uit dat de roodverschuiving door de snelheid kan zijn veroorzaakt, want die zou dan lineair moeten zijn. Tenzij men aanneemt dat de snelheid van de uitdijing van het heelal in sprongen plaatsvindt, waar geen reden voor zou zijn.
In 2011 zijn er metingen gedaan die er op wijzen dat de fijnstructuurconstante in het heelal niet constant is.
Als dit waar is ondergraaft deze waarneming de basis waarop de huidige algemeen aanvaarde modellen zijn gebaseerd. De meetgegevens wijken echter zeer weinig af, reden waarom dit nieuws niet erg serieus genomen wordt door deskundigen.